# Staffield
Staffield is een plaats in het bestuurlijke gebied Eden, in het Engelse graafschap Cumbria. Sinds 1934 maakt het deel uit van de civil parish Kirkoswald. Bij de laatste volkstelling vóór de samenvoeging, in 1931, telde men 193 inwoners in het dorpje. In de tweede helft van de negentiende bracht een lokale kolenmijn kortstondig welvaart. Een voormalig klooster, waarvan de oudste delen uit de dertiende eeuw stammen, staat op de Britse monumentenlijst.